# ビケタワ宣言
ビケタワ宣言（Biketawa Declaration）は、2000年10月にキリバスで開催された第31回太平洋諸島フォーラム(以降フォーラム)において採択された、南太平洋地域の安全保障の枠組みを定めた決議。
1980年代までの南太平洋地域における国際関係は、諸国の独立問題、核実験非難、環境問題、漁業問題など、域外大国（主にアメリカ・イギリス・フランス・日本）との関係に重点が置かれていた。ところが、1987年に発生したフィジーでのクーデター、1988年に発生したブーゲンビル紛争を皮切りに、南太平洋地域にも民族問題・内政問題が浮上する。2000年には、フィジーでの騒擾（武装集団によるクーデター未遂事件）、ソロモン諸島におけるマライタ人とガダルカナル人との抗争による首相監禁事件等、立て続けに紛争が発生。それらの事態に対処するため、太平洋諸島フォーラム加盟の地域大国であるオーストラリア・ニュージーランドが中心となり、フォーラムにおいて新たな安全保障の枠組みを構築するために宣言を採択。それまでの南太平洋域内での国際関係の原則は内政の絶対的不干渉であったが、ビケタワ宣言採択により、軍事的なものを含む援助／介入が可能になった。これには紛争当事国の援助/介入要請並びにフォーラムでの承認が必要となる。これまでに、ソロモン諸島（Regional Assistance Mission to Solomon Islands (RAMSI)）、ナウル（Pacific Regional Assistance to Nauru (PRAN)）に軍隊・警察・行政官等を派遣しており、紛争予防や紛争の更なる拡大を抑えるのに成功を収めている。
2006年11月に発生したトンガにおける暴動では、オーストラリア・ニュージーランド軍・警察が派遣され、暴徒の鎮圧に成功した。トンガ政府による両国への要請はあったが、これまでのところ、フォーラムとしては紛争発生に対する声明を発表するに止まっている。